# 潘選
潘選（1476年—？），字玉選，直隸徽州府婺源縣（今江西婺源縣）人，民籍，明朝政治人物，弘治進士，官至山西按察使司僉事。

## 生平
弘治十七年（1504年）甲子科應天府鄉試第十六名。弘治十八年（1505年）聯捷乙丑科進士。知江山縣，擢戶部主事。陞山西按察僉事，以母老求致仕不允，得疾棄官歸。母喪哀毀卒。有《石疄集》。

## 家族
曾祖父潘日昇；祖父潘斯馨；父潘傑，監生。母齊氏。具庆下。兄潘遇。